# 4-chloorbenzoëzuur
4-chloorbenzoëzuur of PCBA (van het Engelse para-chlorobenzoic acid) is een organische verbinding met als brutoformule C7H5ClO2. De stof komt voor als een reukloos wit kristallijn poeder, dat quasi-onoplosbaar is in water.

## Toepassingen
4-chloorbenzoëzuur wordt gebruikt als intermediaire stof bij de productie van kleurstoffen, fungiciden, geneesmiddelen en bij de synthese van organische verbindingen. Het wordt tevens toegevoegd aan verf om het een betere hechting te geven.

## Toxicologie en veiligheid
4-chloorbenzoëzuur vormt bij verbranding giftige en corrosieve dampen, onder andere waterstofchloride. De oplossing in water is een zwak zuur.